# Carl Fredrik Hill

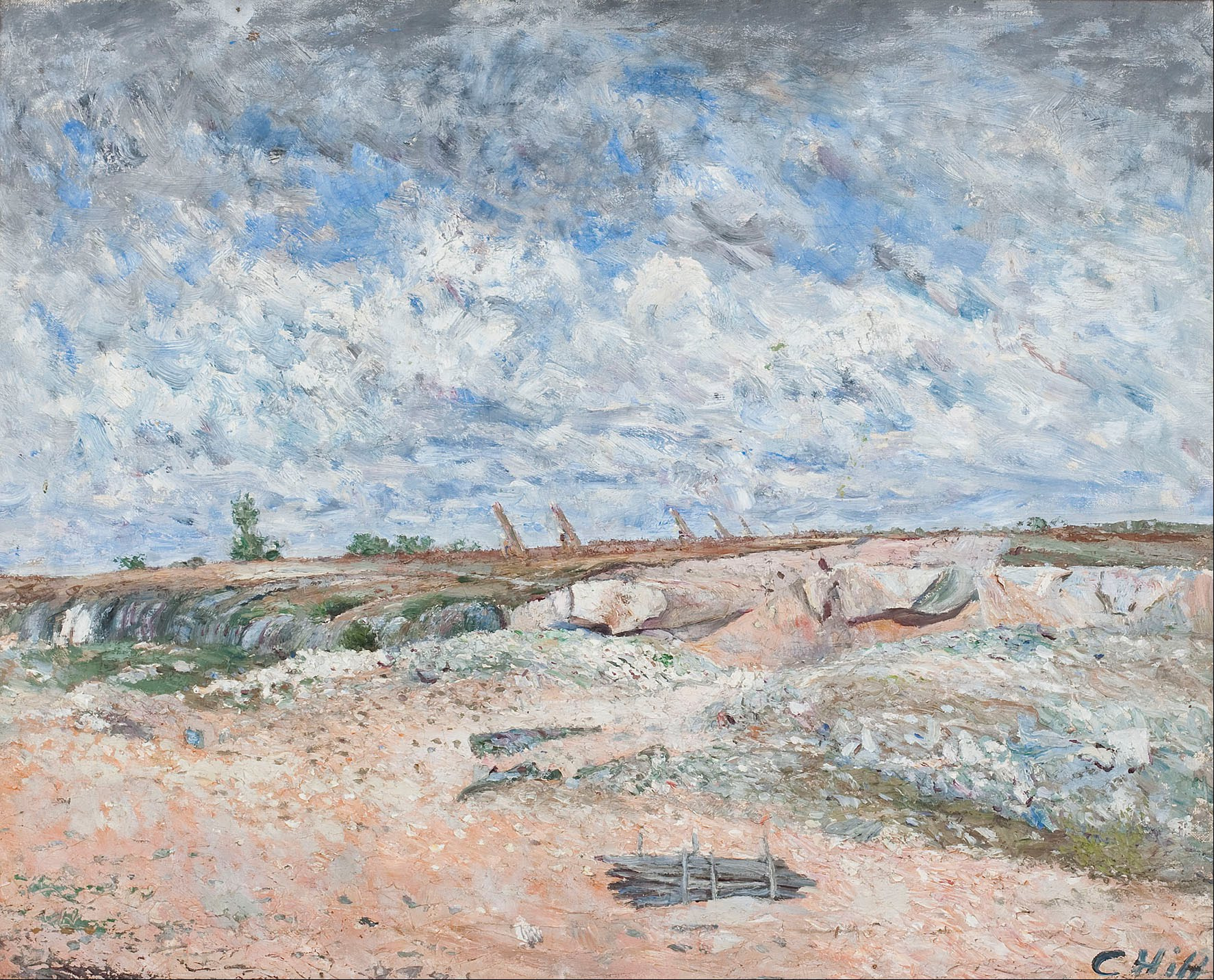
Paisaje con nubes a la deriva (1876), Malmö konstmuseum, Malmö

Carl Fredrik Hill (Lund, 31 de mayo de 1849-ibídem, 22 de febrero de 1911) fue un pintor sueco, sucesivamente impresionista y simbolista. 

## Biografía
Estudió en la Academia de Bellas Artes de Estocolmo. En 1873 se instaló en París, donde recibió la influencia de Corot y Daubigny. Realizó una serie de paisajes sobre el bosque de Fontainebleau al atardecer o a la luz de la luna, pintados con una paleta sombría. Poco después entró en contacto con el impresionismo, gracias al cual su paleta se volvió más alegre y luminosa, con líneas simples y un empaste denso y generoso. Elaboró entonces una serie de paisajes inspirados en la costa de Luc-sur-Mer, el río Sena y las arboledas frutales de Bois-le-Roi. Sin embargo, en 1878 fue diagnosticado de esquizofrenia y, ya de vuelta a su país natal, su estilo dio un gran viraje y su producción —especialmente en el dibujo— se encaminó hacia el simbolismo, en visiones fantásticas y alucinatorias, como paisajes irreales, arquitecturas imaginarias, animales extraños y visiones apocalípticas. Casi desconocido en vida, una exposición en Lund en 1911 lo reveló como uno de los artistas suecos más dotados de su tiempo.